# Spitzkopf-Siebenkiemerhai
Der Spitzkopf-Siebenkiemerhai (Heptranchias perlo), auch Perlon genannt, gehört zur Ordnung der Hexanchiformes. Er ist die einzige Art der Gattung Heptranchias.

## Körperbau
Die bis zu 1,37 Meter langen Haie sind schlank, haben einen graubraunen Rücken und einen hellen Bauch. Namensgebend sind die sieben Kiemenspalten, die alle vor dem Ansatz der Brustflosse liegen und von vorn nach hinten immer kleiner werden. Neben dem Breitnasen-Siebenkiemerhai ist der Spitzkopf-Siebenkiemerhai der einzige Hai mit sieben Kiemenspalten. Er hat große, grün fluoreszierende Augen. Die Maulspalte ist lang. Die kleine Rückenflosse sitzt weit hinten. Die heterocerke Schwanzflosse hat einen großen oberen und einen sehr kleinen unteren Lappen. Bei allen Flossen sind die hinteren Ränder weiß. Die Zähne des Oberkiefers sind klein und spitz. Im Unterkiefer sind die Zähne kammförmig und tragen nach einer Spitze weitere kleine Nebenspitzen. Sie sind viel größer als die des Oberkiefers.

## Verbreitung
Der Spitzkopf-Siebenkiemerhai lebt weltweit, im Atlantik, Pazifik, Indischen Ozean und auch im Mittelmeer, an Kontinentalhängen und Inselsockeln in Tiefen von 0 bis 1000 Metern.

## Lebensweise
Die Haie leben bodennah allein oder in großen Gruppen. Sie sind schnelle aktive Schwimmer. Sie ernähren sich von Knochenfischen, kleineren Knorpelfischen, Krebstieren und Kopffüßern. Spitzkopf-Siebenkiemerhaie sind lebendgebärend (ovovivipar). Sie bekommen pro Wurf 9 bis 20 Junge.